# San Arturo
San Arturo är en ort i Mexiko.   Den ligger i kommunen Hermosillo och delstaten Sonora, i den nordvästra delen av landet, 1 700 km nordväst om huvudstaden Mexico City. San Arturo ligger 38 meter över havet och antalet invånare är 192.
Terrängen runt San Arturo är platt. Runt San Arturo är det ganska glesbefolkat, med 45 invånare per kvadratkilometer. San Arturo är det största samhället i trakten. Omgivningarna runt San Arturo är i huvudsak ett öppet busklandskap.